# Vaartscherijnbrug

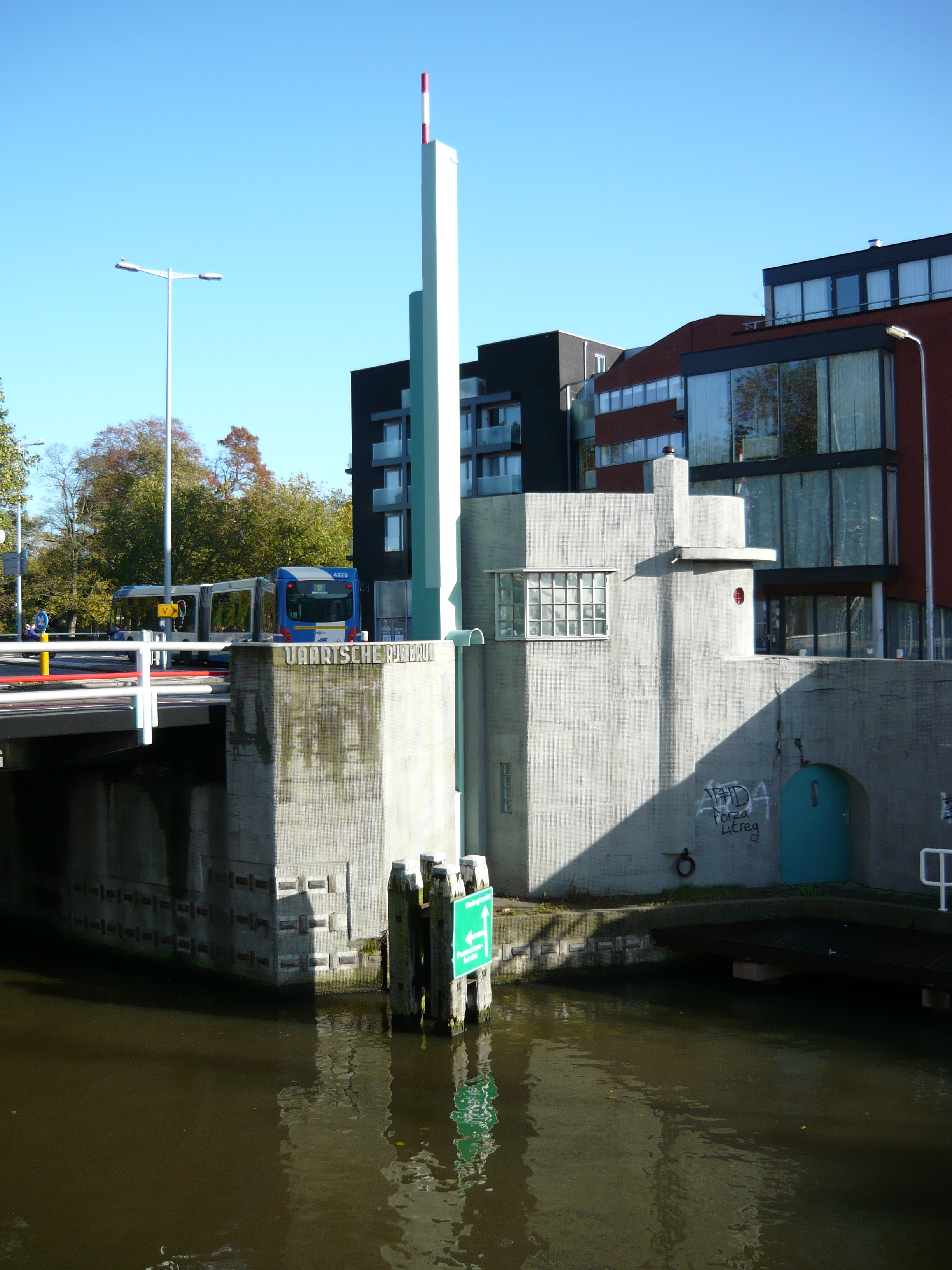
Brugwachtershuisje en brugkelder

De Vaartscherijnbrug is een monumentale brug in de Nederlandse stad Utrecht.
Ze overspant de Vaartsche Rijn waar die overgaat in de Stadsbuitengracht. Het betreft een basculebrug. Over de brug loopt een belangrijke verkeersader die over de Catharijnesingel en het Ledig Erf voert.
De Vaartscherijnbrug is een gemeentelijk monument. Ze werd omstreeks 1931 gebouwd naar ontwerp van de architect G. van der Gaast in de stijl van de nieuwe zakelijkheid. De voorganger op deze locatie werd de Tolsteegbasculebrug genoemd. De vernieuwing bracht een verbrede brug. De gebruikte materialen zijn ijzer/staal en steen. In de vernieuwing is aangrenzend een brugkelder en een brugwachtershuisje aan de zijde van de Oosterkade gebouwd. Gaandeweg de geschiedenis is de Vaartscherijnbrug een vaste brug geworden omdat scheepvaart, vooral goederentransport, niet tot nauwelijks meer plaatsvindt over deze route. De brug werd begin eenentwintigste eeuw gerenoveerd en was in 2003 tijdelijk een 'bruggenmuseum' met informatie over de Utrechtse boogbruggen. Sinds 2018 is in het brugwachtershuisje een barbier gevestigd.